# Euastrum sinuosum
Euastrum sinuosum là một loài Song tinh tảo trong họ Desmidiaceae, thuộc chi Euastrum.